# Gene Upshaw
Eugene Thurman Upshaw Jr. (Robstown, Texas, 15 de agosto de 1945 – Truckee, California, 20 de agosto de 2008), más conocido como Gene Upshaw, fue un jugador profesional estadounidense de fútbol americano que se desempeñó en la posición de guard en la National Football League (NFL). Es miembro del Salón de la Fama del Fútbol Americano Profesional.

## Carrera
Upshaw jugó como profesional quince temporadas en Oakland Raiders (1967-1981), equipo en el que se retiró.

## Reconocimiento
El 24 de enero de 1987, fue seleccionado para ser miembro del Salón de la Fama del Fútbol Americano Profesional.